# The Better Life
The Better Life es el primer álbum de estudio de la banda de rock estadounidense 3 Doors Down, el que ha conquistado 6 discos de Platino desde su lanzamiento. Las letras de las canciones son de la autoría del vocalista, Brad Arnold y la música es responsabilidad de Todd Harrell, Chris Henderson y Matt Roberts, músicos de la banda. El álbum fue el 11.no álbum mejor vendido del 2000 vendiendo 3 000 000 de copias ese año, siendo el disco más vendido de la banda hasta el momento.

## Lista de canciones
1. «Kryptonite» - 3:53
2. «Loser» - 4:24
3. «Duck and Run» - 3:50
4. «Not Enough» - 3:13
5. «Be Like That» - 4:25
6. «Life of My Own» - 3:58
7. «Better Life» - 3:07
8. «Down Poison» - 4:21
9. «By My Side» - 3:16
10. «Smack» - 2:29
11. «So I Need You» - 3:49

## CD de edición limitada de lujo
Una edición de lujo con un segundo disco fue lanzada en 2007 y contiene presentaciones en vivo grabadas en el "Cynthia Woods Mitchell Pavilion" de Houston, Texas.
1. «Duck and Run» 4:42
2. «The Road I'm On» 3:48
3. «Kryptonite» 4:23
4. «Father's Son» 4:32
5. «Better Life» 3:23
6. «Away from the Sun» 4:15
7. «Be Like That» 4:38
8. «Running out of Days» 3:37
9. «Sarah Yellin'» 3:29
10. «It's Not Me» 3:27
11. «When I'm Gone» 4:52
12. «Here Without You» 5:06
13. «Loser» 5:44